# Le Crouais
Crouais (bret. Ar Groez) – miejscowość i gmina we Francji, w regionie Bretania, w departamencie Ille-et-Vilaine.
Według danych na rok 1990 gminę zamieszkiwało 356 osób, a gęstość zaludnienia wynosiła 57 osób/km² (wśród 1269 gmin Bretanii Crouais plasuje się na 914. miejscu pod względem liczby ludności, natomiast pod względem powierzchni na miejscu 978.).